# Mar del Tuyú
Mar del Tuyú est une localité argentine située dans le partido de La Costa, dans la province de Buenos Aires.

## Démographie
La localité compte 8 070 habitants (Indec, 2010), ce qui comprend la localité de Costa del Este.

## Attractions touristiques

### Les ovales
Ils constituent l'une des caractéristiques urbaines de Mar del Tuyú, rompant la monotonie des blocs en damier. Ils abritent de beaux bâtiments, des centres commerciaux et le palais municipal, Av. Costanera 8001, où se trouvait autrefois le Gran Hotel Tuyú.

### Quai de pêche
Il mesure 140 m de long et 4 m de large ; avec une jetée de 20 × 20 m pour la pêche. Faits de bois dur apporté du nord, d'une hauteur variable de 4 à 6 m en surface, puisque tous les pieux étaient enterrés à 7 m de profondeur. Il dispose d'un éclairage public, de la location de cannes à pêche, de demi-ronds, d'appâts et de toilettes publiques.

### Phare
Situé à l'angle de la 69e et de la 1re rue, sur le toit d'un bâtiment qui lui permet d'atteindre 25 m de haut, sa luminosité atteint une distance de 36 km ; elle est de la plus haute importance pour la navigation côtière et surtout pour les bateaux de pêche. Ce phare a été construit en 1987 par le club nautique Partido de la Costa. Il n'est pas facile à voir de la rue et est souvent confondu avec une réplique de phare qui orne un restaurant à proximité.

### Musée multifacettes René Mermier
On y trouve les objets les plus divers - 4 000 pièces - dont plusieurs témoignent de l'histoire de la région. Ce patrimoine est le fruit du travail de collecte de son fondateur, René Mermier, un voyageur bohème qui a passé les 15 dernières années de sa vie à Mar del Tuyú. Adresse : Plaza de las Provincias Argentinas, calle 3 e/ 56 y 57. Malheureusement, le musée a cessé de fonctionner en raison d'un incendie qui a détruit une partie de son patrimoine.

### NavireHer Royal Highness
Le navire, dont le nom se traduit par « Son altesse royale », a été construit à Québec, au Canada, en 1865 par l'un des plus célèbres armateurs de l'époque. Naviguant vers les mers du Sud, il s'échoue en 1883, à 13 km au large du cap Saint-Antoine (nord). Communément appelé « navire anglais », aujourd'hui, seules ses membrures émergent à marée basse.